# Giovane dell'anno della PFA

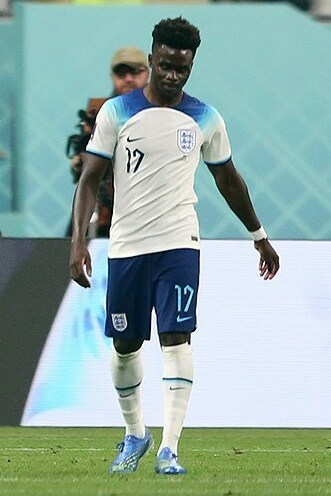
Bukayo Saka, l'ultimo vincitore del premio (nel 2023).

Il Professional Footballers' Association Young Player of the Year (in italiano, Giovane dell'anno della PFA) è un premio con cadenza annuale assegnato al miglior giocatore della Premier League che non ha ancora compiuto 24 anni. La prima edizione è stata nel campionato 1973-1974 ed il vincitore è scelto dall'associazione dei calciatori inglesi, la Professional Footballers' Association (PFA). Il primo vincitore fu Kevin Beattie dell'Ipswich Town, mentre l'ultimo è stato Bukayo Saka dell'Arsenal.

## Albo d'oro
| Stagione | Naz.                   | Vincitore                | Squadra              | Note  |
| -------- | ---------------------- | ------------------------ | -------------------- | ----- |
| 1973-74  | Inghilterra (bandiera) | Kevin Beattie            | Ipswich Town         |       |
| 1974-75  | Inghilterra (bandiera) | Mervyn Day               | West Ham United      | [ 1 ] |
| 1975-76  | Inghilterra (bandiera) | Peter Barnes             | Manchester City      |       |
| 1976-77  | Scozia (bandiera)      | Andy Gray                | Aston Villa          | [ 2 ] |
| 1977-78  | Inghilterra (bandiera) | Anthony Stewart Woodcock | Nottingham Forest    |       |
| 1978-79  | Inghilterra (bandiera) | Cyrille Regis            | West Bromwich Albion | [ 3 ] |
| 1979-80  | Inghilterra (bandiera) | Glenn Hoddle             | Tottenham Hotspur    |       |
| 1980-81  | Inghilterra (bandiera) | Gary Shaw                | Aston Villa          |       |
| 1981-82  | Inghilterra (bandiera) | Steve Moran              | Southampton          |       |
| 1982-83  | Galles (bandiera)      | Ian Rush                 | Liverpool            |       |
| 1983-84  | Inghilterra (bandiera) | Paul Walsh               | Luton Town           |       |
| 1984-85  | Galles (bandiera)      | Mark Hughes              | Manchester United    |       |
| 1985-86  | Inghilterra (bandiera) | Tony Cottee              | West Ham United      |       |
| 1986-87  | Inghilterra (bandiera) | Tony Adams               | Arsenal              |       |
| 1987-88  | Inghilterra (bandiera) | Paul Gascoigne           | Newcastle United     |       |
| 1988-89  | Inghilterra (bandiera) | Paul Merson              | Arsenal              |       |
| 1989-90  | Inghilterra (bandiera) | Matthew Le Tissier       | Southampton          |       |
| 1990-91  | Inghilterra (bandiera) | Lee Sharpe               | Manchester United    |       |
| 1991-92  | Galles (bandiera)      | Ryan Giggs               | Manchester United    |       |
| 1992-93  | Galles (bandiera)      | Ryan Giggs (2)           | Manchester United    | [ 4 ] |
| 1993-94  | Inghilterra (bandiera) | Andy Cole                | Newcastle United     |       |
| 1994-95  | Inghilterra (bandiera) | Robbie Fowler            | Liverpool            |       |
| 1995-96  | Inghilterra (bandiera) | Robbie Fowler (2)        | Liverpool            |       |
| 1996-97  | Inghilterra (bandiera) | David Beckham            | Manchester United    |       |
| 1997-98  | Inghilterra (bandiera) | Michael Owen             | Liverpool            |       |
| 1998-99  | Francia (bandiera)     | Nicolas Anelka           | Arsenal              |       |
| 1999-00  | Australia (bandiera)   | Harry Kewell             | Leeds Utd            | [ 5 ] |
| 2000-01  | Inghilterra (bandiera) | Steven Gerrard           | Liverpool            |       |
| 2001-02  | Galles (bandiera)      | Craig Bellamy            | Newcastle United     |       |
| 2002-03  | Inghilterra (bandiera) | Jermaine Jenas           | Newcastle United     |       |
| 2003-04  | Inghilterra (bandiera) | Scott Parker             | Chelsea              |       |
| 2004-05  | Inghilterra (bandiera) | Wayne Rooney             | Manchester United    |       |
| 2005-06  | Inghilterra (bandiera) | Wayne Rooney (2)         | Manchester United    |       |
| 2006-07  | Portogallo (bandiera)  | Cristiano Ronaldo        | Manchester United    | [ 6 ] |
| 2007-08  | Spagna (bandiera)      | Cesc Fàbregas            | Arsenal              |       |
| 2008-09  | Inghilterra (bandiera) | Ashley Young             | Aston Villa          |       |
| 2009-10  | Inghilterra (bandiera) | James Milner             | Aston Villa          |       |
| 2010-11  | Inghilterra (bandiera) | Jack Wilshere            | Arsenal              |       |
| 2011-12  | Inghilterra (bandiera) | Kyle Walker              | Tottenham Hotspur    |       |
| 2012-13  | Galles (bandiera)      | Gareth Bale              | Tottenham Hotspur    |       |
| 2013-14  | Belgio (bandiera)      | Eden Hazard              | Chelsea              |       |
| 2014-15  | Inghilterra (bandiera) | Harry Kane               | Tottenham Hotspur    |       |
| 2015-16  | Inghilterra (bandiera) | Dele Alli                | Tottenham Hotspur    |       |
| 2016-17  | Inghilterra (bandiera) | Dele Alli (2)            | Tottenham Hotspur    |       |
| 2017-18  | Germania (bandiera)    | Leroy Sané               | Manchester City      |       |
| 2018-19  | Inghilterra (bandiera) | Raheem Sterling          | Manchester City      |       |
| 2019-20  | Inghilterra (bandiera) | Trent Alexander-Arnold   | Liverpool            |       |
| 2020-21  | Inghilterra (bandiera) | Phil Foden               | Manchester City      |       |
| 2021-22  | Inghilterra (bandiera) | Phil Foden (2)           | Manchester City      |       |
| 2022-23  | Inghilterra (bandiera) | Bukayo Saka              | Arsenal              |       |
| 2023-24  | Inghilterra (bandiera) | Cole Palmer              | Chelsea              |       |

## Vittorie per nazione
- Inghilterra : 38
- Galles : 6
- Australia : 1
- Francia : 1
- Portogallo : 1
- Scozia : 1
- Spagna : 1
- Belgio : 1
- Germania : 1

## Vittorie per club
- Manchester Utd: 8
- Tottenham: 6
- Liverpool: 6
- Arsenal: 6
- Manchester City: 5
- Aston Villa: 4
- Newcastle Utd: 4
- Chelsea: 3
- Southampton: 2
- West Ham Utd: 2
- Ipswich Town: 1
- Leeds Utd: 1
- Luton Town: 1
- Nottingham Forest: 1
- West Bromwich: 1